# Урал-Грейт
«Урал-Грейт» — российский профессиональный мужской баскетбольный клуб из Перми. Был создан в 1995 году на базе команды «Политехник» Пермского политехнического института. Двукратный чемпион России по баскетболу сезонов 2000/2001, 2001/2002. Победитель Северо-Европейской баскетбольной лиги сезона 2000/2001, а также участник Евролиги ULEB 2002 года. Из-за долгов по зарплате тренерам и игрокам за сезоны 2007/08 и 2008/09, вызванных проблемами с финансированием, «Урал-Грейт» не был заявлен в чемпионате России на сезон 2009/10 и прекратил своё существование.
В 2012 году в Перми бывшими игроками «Урал-Грейта» был основан новый баскетбольный клуб «Парма» и фактически ставший его преемником.

## Трофеи и титулы
- Чемпион России: 2001, 2002
  - Победитель регулярного чемпионата: 2001, 2002
- Обладатель Кубка России: 2004
- Чемпион NEBL: 2001
- Обладатель Кубка ФИБА: 2006

## Индивидуальные призы
Сергей Чикалкин — лучший баскетболист России 2001 г.

## Результаты выступлений
| Сезон   | Дивизион    | Регулярный чемпионат | Плей-офф                          | Кубок      | Еврокубки                                                                       | Регион          |
| ------- | ----------- | -------------------- | --------------------------------- | ---------- | ------------------------------------------------------------------------------- | --------------- |
| 1995/96 | Высшая лига | 24-е место           | —                                 | —          | —                                                                               | —               |
| 1996/97 | Высшая лига | 23-е место           | —                                 | —          | —                                                                               | —               |
| 1997/98 | Суперлига   | 1-е место (Восток)   | 10-е место                        | —          | —                                                                               | —               |
| 1998/99 | Суперлига   | 6-е место            | 4-е место                         | —          | —                                                                               | —               |
| 1999/00 | Суперлига   | 2-е место            | Серебро                           | —          | Кубок Корача (турнир 3-го ранга): 3-е место в группе на 1-м гр. этапе           | —               |
| 2000/01 | Суперлига А | 1-е место            | Победитель                        | 3-е место  | Отказ от выступления в кубке Сапорты (турнир 2-го ранга) из-за плотного графика | NEBL Победитель |
| 2001/02 | Суперлига А | 1-е место            | Победитель                        | —          | Евролига (турнир 1-го ранга): 4-е место в группе TOP 16                         | NEBL Финалист   |
| 2002/03 | Суперлига А | 2-е место            | Серебро                           | 1/2 финала | Кубок УЛЕБ (турнир 2-го ранга): 1/8 финала                                      | —               |
| 2003/04 | Суперлига А | 3-е место            | 4-е место                         | Победитель | Евролига ФИБА (турнир 3-го ранга): 4-е место                                    | —               |
| 2004/05 | Суперлига А | 8-е место            | 1/4 финала                        | 1/8 финала | Евролига ФИБА (турнир 3-го ранга): 5-е место в группе на 1-м гр. этапе          | —               |
| 2005/06 | Суперлига А | 7-е место            | 1/4 финала                        | 1/8 финала | Кубок ФИБА (турнир 4-го ранга): Победитель                                      | —               |
| 2006/07 | Суперлига А | 10-е место           | 11-е место (турнир за 9-13 места) | 1/4 финала | Кубок Европы ФИБА (турнир 3-го ранга): 3-е место в группе на 1-м гр. этапе      | —               |
| 2007/08 | Суперлига А | 6-е место            | 4-е место                         | 1/4 финала | Кубок Европы ФИБА (турнир 3-го ранга): 1/4 финала                               | —               |
| 2008/09 | Суперлига А | 10-е место           | 10-е место (турнир за 9-12 места) | 1/4 финала | Кубок вызова ФИБА (турнир 3-го ранга): 1/4 финала                               | —               |

## Главные тренеры
- Владимир Серебряков (1995/96)[2]
- Вячеслав Бородин (1996/97)[3]
- Павел Гооге (10 июля 1997[4] — 18 июня 1999[5])
- Сергей Белов (15 июля 1999[6] — декабрь 2005)
- Вальдемарас Хомичюс (январь 2005 — май 2005, и. о.)
- Шарон Друкер (2005/06)
- Римас Куртинайтис (сентябрь 2006 — декабрь 2006)
- Сергей Зозулин (декабрь 2006 — май 2007, и. о.)
- Дражен Анзулович (июль 2007 — февраль 2008)
- Роман Двинянинов (февраль 2008 — май 2008 — и. о., июнь 2008 — февраль 2009 — главный тренер, февраль 2009 — март 2009)
- Александар Кесар (2009, с марта)

## Капитаны
- Вячеслав Шушаков (1995/96 — 2001/02)
- Валентин Кубраков (2002/03)
- Сергей Чикалкин (сентябрь 2003 — март 2004)
- Валерий Дайнеко (март 2004 — май 2004)
- Вячеслав Шушаков (2004/05)
- Василий Карасёв (2005/06)
- Алексей Пегушин (2006/07)
- Алексей Зозулин (2007/08)
- Александр Башминов (2008/09)

## Руководители клуба
На протяжении истории клуба название должности главного руководителя постоянно менялась.
| Период работы               | Должность                                                 | ФИО               |
| --------------------------- | --------------------------------------------------------- | ----------------- |
| 1995 — 1998                 | Президент                                                 | Александр Антонов |
| 1998 — 2000                 | Генеральный директор                                      | Сергей Кущенко    |
| 1998 — 2000                 | Президент                                                 | Владимир Морозов  |
| 2000 — 2002                 | Президент                                                 | Сергей Кущенко    |
| 2002 — 2004                 | Генеральный директор                                      | Павел Лях         |
| 2003 — 2004                 | Президент                                                 | Анатолий Тёмкин   |
| Лето 2004 — декабрь 2004    | Президент                                                 | Аркадий Кац       |
| Декабрь 2004 — февраль 2006 | Директор                                                  | Ольга Антонова    |
| Февраль 2006—2009           | Председатель попечительского совета ПРОО ПБК «Урал-Грейт» | Андрей Агишев     |